# Tritea (Fócide)
Tritea (en griego, Τριτέας) es el nombre de una antigua ciudad griega de Fócide. 
Durante las guerras médicas fue uno de los lugares destruidos por las tropas persas de Jerjes I, en el año 480 a. C.
Estrabón la distinguía de una población del mismo nombre situada en Acaya. Se desconoce su localización exacta. 